# Dãy núi Mường Chà
Dãy núi Mường Chà là một dãy núi vòng cung ở tỉnh Điện Biên, Tây Bắc, Việt Nam.
Dãy núi nằm ở phía bờ tây nam của sông Đà, chạy theo hướng tây bắc - đông nam từ biên giới Việt Nam - Trung Quốc đến huyện lị Mường Nhé thì chuyển hướng bắc - nam chạy đến Si Pha Phìn phía tây thị xã Mường Lay.
Dãy Mường Chà cao trung bình 1500 – 2000 m. Sườn đông bắc của dãy núi (trông xuống sông Đà) dốc hơn và bị cắt xẻ hơn sườn tây nam, dốc trên 450.